# سامانه اکتشافی تاکتیکی هوابرد

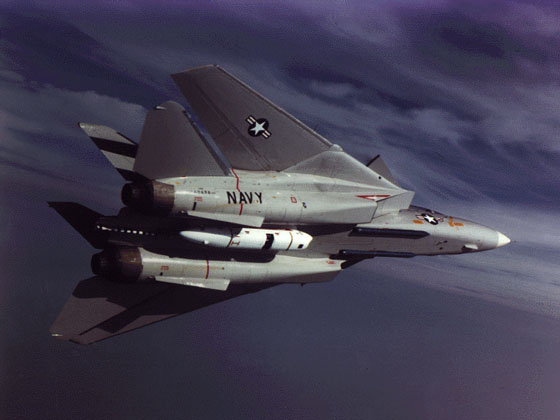
اف-۱۴ تام‌کت همراه با سامانه اکتشافی تاکتیکی هوابرد که روی آن نصب شده است

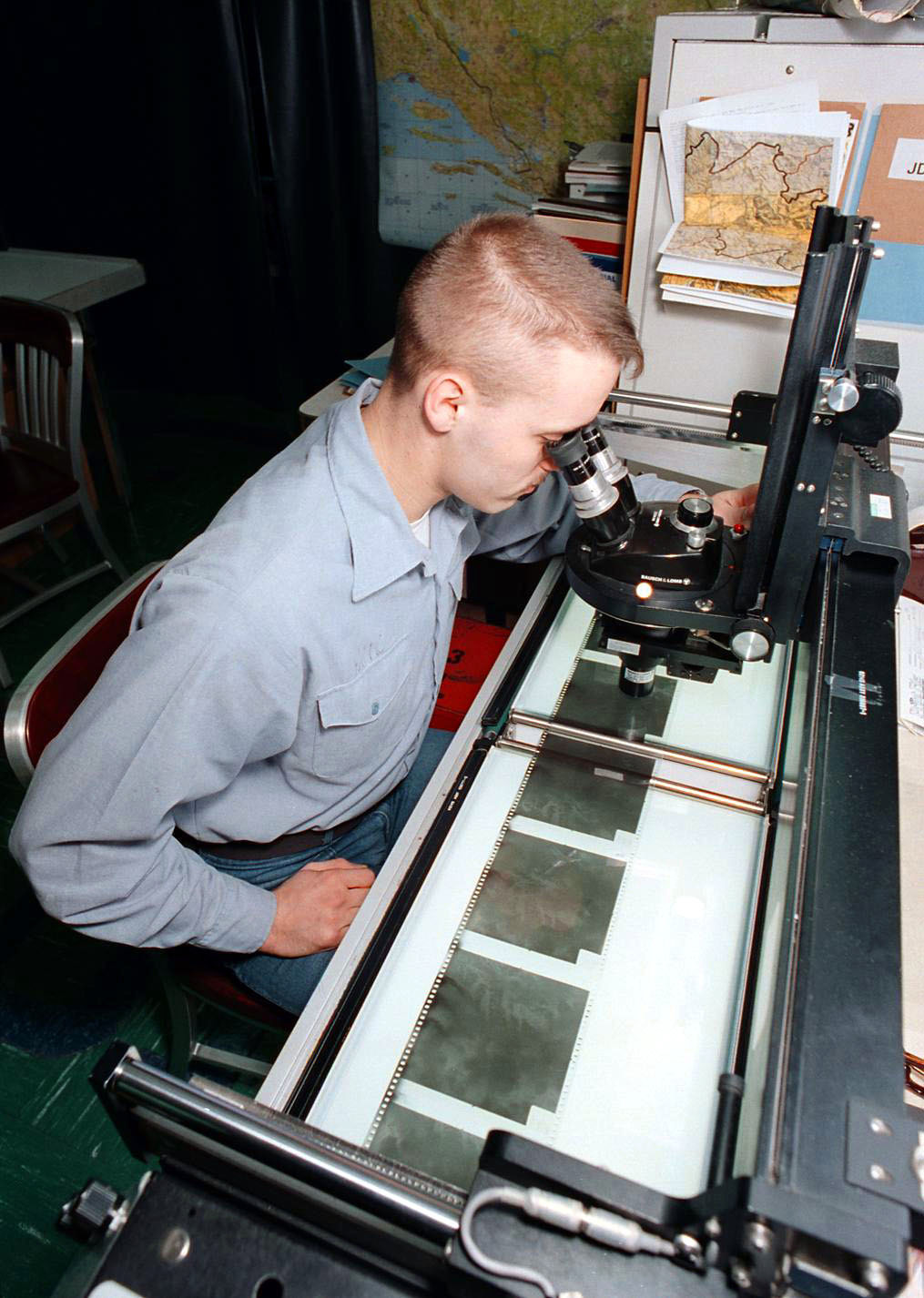
یک متخصص سامانه اکتشافی که از یک میز نوری برای تجزیه تحلیل فیلم دوربین کی‌اس-۸۷ استفاده می‌کند

سامانه اکتشافی تاکتیکی هوابرد سامانه دوربین پیچیده و بزرگی است که در جنگنده اف-۱۴ تام‌کت به‌کار می‌رود. این سامانه سه بخش دارد که در هر قسمت انواع مختلفی از دوربین وجود دارد که رو به زمین هستند. این سامانه برای توانایی فعالیت‌های اکتشافی موقتی طراحی شد تا وقتی که مدل‌های اکتشافی هواپیمای اف/ای-۱۸ هورنت مورد استفاده قرارگیرند. با وجود این، این سامانه تا وقتی که هواپیمای تامکت در سال ۲۰۰۶ بازنشسته شد، کاربرد داشت.

## منبع
مشارکت‌کنندگان ویکی‌پدیا. «Tactical Airborne Reconnaissance Pod System». در دانشنامهٔ ویکی‌پدیای انگلیسی، بازبینی‌شده در ۱۹ مارس ۲۰۱۰.